# Hmelivka, Terebovlea
Hmelivka (în ucraineană Хмелівка) este localitatea de reședință a comunei Hmelivka din raionul Terebovlea, regiunea Ternopil, Ucraina.

## Demografie
Componența lingvistică a localității Hmelivka
     Ucraineană (99,66%)
     Alte limbi (0,34%)
Conform recensământului din 2001, majoritatea populației localității Hmelivka era vorbitoare de ucraineană (99,66%), existând în minoritate și vorbitori de alte limbi.